# 國家理論科學研究中心

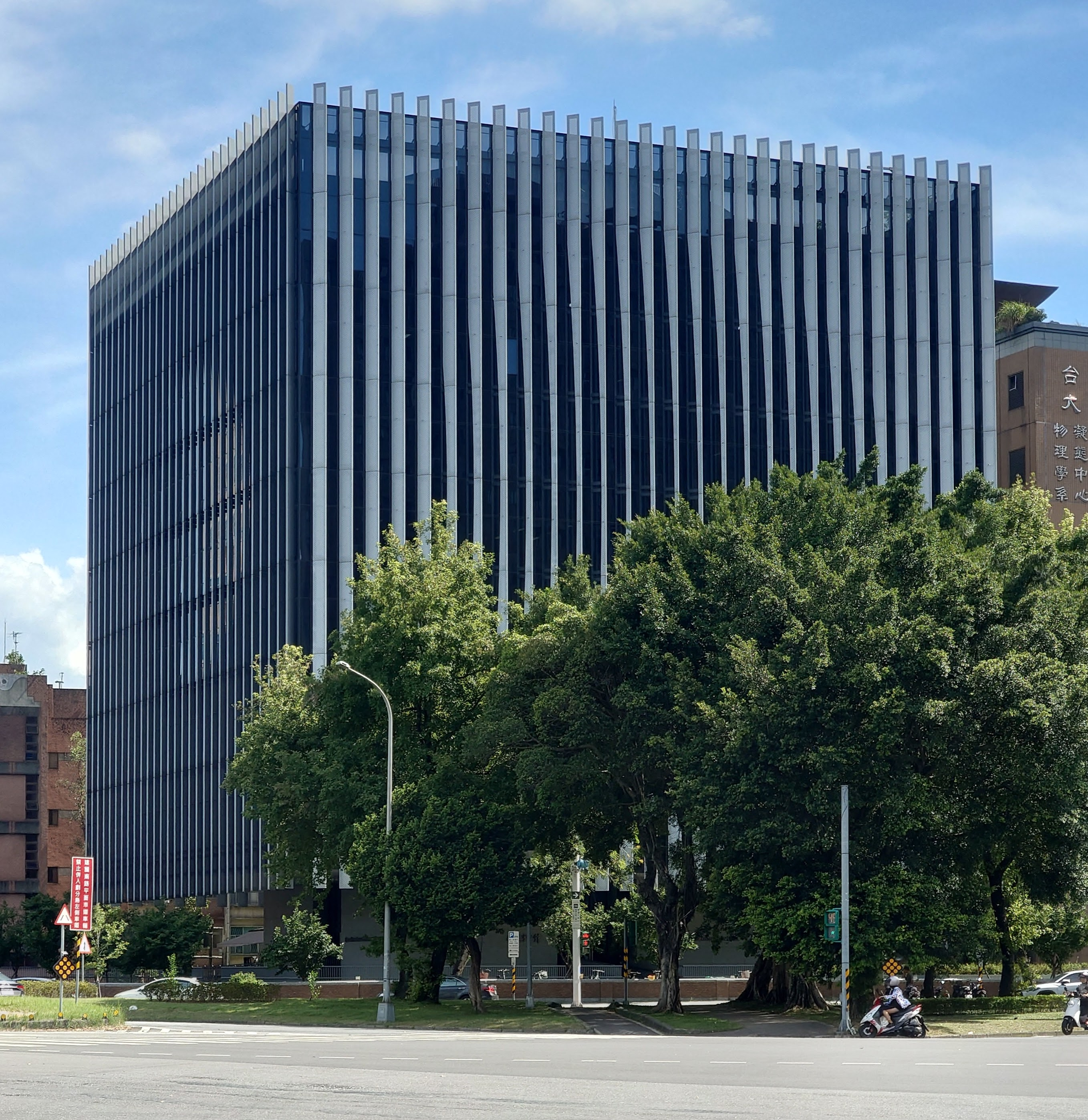
國家理論科學研究中心所在的國立臺灣大學次震宇宙館

國家理論科學研究中心（英語：National Center for Theoretical Sciences，縮寫為NCTS）是中華民國的科學研究機構，由中華民國科技部（現國家科學及技術委員會）設立的基礎科學發展計劃。主旨是發展尖端理論科學研究，並以數學組及物理組分別獨立運作 。
1997年8月1日，國家理論科學研究中心於新竹市國立清華大學設立。2004年，在臺北市國立臺灣大學設立北區中心，整合台大與中央研究院等北部學術研究資源；在臺南市國立成功大學設立南區中心，整合國立成功大學與國立中山大學等南部學術研究資源。2015年重組分區營運模式，物理組仍設於清大，數學組遷至台大。2021年起物理組及數學組全由台灣大學營運，中心移至臺大校本部的次震宇宙館。

## 沿革
1997年，國家理論科學研究中心在國立清華大學成立，分設數學組、物理組。數學組於1997年至2014年間設於國立清華大學，並由國立臺灣大學及國立成功大學分設臺北辦公室及臺南辦公室，2015年起設於國立臺灣大學；物理組1997年至2020年間設於國立清華大學，2021年起設於國立臺灣大學，並於國立清華大學、國立陽明交通大學、國立成功大學及國立中山大學分設聯絡站。數學組現任主任為國立臺灣大學教授李瑩英，物理組現任主任為國立台灣大學教授郭光宇。

## 外部連結
- 國家理論科學中心數學組網站 （页面存档备份，存于）
- 國家理論科學中心物理組網站 （页面存档备份，存于）